# Klášter Affligem
Opatství svatého Petra v Affligemu (nizozemsky Sint-Pieters-en-Paulusabdij Affligem) je benediktinské opatství ve městě Affligem v belgickém okrese Vlámský Brabant, asi 5 km východně od Aalstu a 20 km severozápadně od Bruselu.

## Dějiny
Klášter byl založen 28. června 1062 falckrabětem Heřmanem II. Po dlouhou dobu byl domovským opatstvím brabantských vévodů a předním klášterem Brabantska (latinsky primaria Brabantiae), byl zde pohřben Geoffroy I. z Lovaně a jeho dcera Adéla. Jako smutný následek francouzské revoluce bylo opatství v roce 1796 zrušeno, ale roku 1870 byl klášter obnoven.
Roku 2010 čítalo opatství 18 mnichů. Opatství je známé také svou dlouhou tradicí vaření piva.

## Opati
Prvním opatem opatství byl Fulgentius (1088–1122), mnich z opatství Saint-Vanne ve Verdunu. Mezi jeho významné nástupce patří:
- Franco (1122–1135), autor díla De Gratia Dei ve dvanácti knihách (Patrologia Latina, sv. 166, 717-080);
- Albert, jehož oddanost Panně Marii mu vynesla titul Abbas Marianus;
- Vilém de Croÿ (1518–1521);
- Karel de Croÿ (1521–1564).